# Sandro Larenas
Sandro Eduardo Larenas Pino (Santiago, 19 de febrero de 1956) es un locutor, actor de voz, teatro, radio y televisión chileno, que cuenta con más de 25 años de carrera artística, y es famoso por interpretar al entrañable gato Garfield en la serie animada de principios de los años 1990 Garfield y sus amigos.
Entre sus principales trabajos de doblaje se cuentan, además, interpretar al controvertido empresario estadounidense Donald Trump en el reality show El aprendiz, a Robin Mask en el anime Kinnikuman, y a Richard Dean Anderson como Jack O'Neill en la serie Stargate SG-1 y su película secuela Stargate: Continuum. Dobló nuevamente al gato Garfield en la serie El show de Garfield.

## Biografía
Nacido en Santiago, por motivo del trabajo de su padre vivió hasta los 5 años en la IV Región, y luego se trasladó a las localidades de Abanico y Sausal en la misma región. 
En 1974 entró a estudiar teatro en la Universidad de Chile, donde fue compañero de otros importantes actores chilenos como Claudia Di Girolamo, Maricarmen Arrigorriaga, Miguel Ángel Bravo, Max Corbalán, y Roberto Poblete. Cuatro años después, en 1978, fue egresado. 
Un año después, Sandro debutó como locutor de radio en la Radio Agricultura, donde actualmente es la voz institucional, y en la Corporación de Televisión de la Universidad Católica de Chile, de ahí narró y continúa narrando varios comerciales para la televisión.
Desde el año 2000 se desempeña como profesor de la carrera de actuación en el Instituto Profesional de Arte y Comunicación (ARCOS).
En 2004, ganó el premio a "Mejor Actor Nacional" por su participación protagónica en el cortometraje Una Mujer Cualquiera en el 12.º Festival de Cortometrajes de Santiago.
Sandro ha realizado diversos trabajos de doblaje para películas, series de televisión, anime, así como spot publicitarios en televisión y radio, incluyendo algunos en el extranjero.
En 2025, fue homenajeado siendo el primer doblajista en recibir el premio inédito "Reconocimiento Especial al Doblaje", en la sorpresiva edición 2025 de los Premios Caleuche, que recibió en las manos del destacado actor chileno Alejandro Trejo.

## Trabajos

### Actor de voz
Richard Dean Anderson
- Stargate SG-1 – Jack O'Neill
- Stargate: Continuum - Jack O'Neill
- Stargate Universe - Jack O'Neill

Tony Ramos
- Selva de cemento - Cristiano Vilhena
- El primo Basilio - Jorge
- La sonrisa del lagarto - João Pedroso
- Felicidad - Álvaro
- Ojo por ojo - Guido

Anime
- Kinnikuman - Robin Mask
- Orphen – Childman Powderfield
- Sonic X - Emerl
- You're Under Arrest – Capitán Bokuto
- Zoids: New Century Zero - Oficial Backdraft (episodios 10 y 20)

Otros
- Garfield y sus amigos/El show de Garfield - Garfield
- Garfield: Fuera de casa - Victor "Vic"
- Transformers Animated – Capitán Fanzone
- El ojo del gato - Varios personajes
- Comisario Rex - Ernst Stockinger (Karl Markovics) / Alexander "Alex" Brandtner (Gedeon Burkhard) / Voces adicionales
- Diego y Glot - José, Profesor Cabezas
- Machos – Ángel Mercader (Héctor Noguera, versión neutro)
- Doña Beija - Antônio Sampaio (Gracindo Júnior)
- El aprendiz - Donald Trump
- Stargate: El Arca de la Verdad - James Marrick
- Princesas del mar - Rey Pulpo
- Jake Long el dragón occidental - Voces adicionales (Kevin Michael Richardson)
- Choripán - Tío Gato
- La Vaca Mimun - Varios personajes
- Pulentos, la película - Jorge
- Amor prohibido - Adnan Ziyagil (Selçuk Yöntem)

### Actor
- Una Mujer Cualquiera
- Litoral, cuentos del mar[5]
- Comedia Glandular[6]
- La Quintrala[5]